# Coleman River
Coleman River är ett vattendrag i Australien. Det ligger i delstaten Queensland, omkring 1 800 kilometer nordväst om delstatshuvudstaden Brisbane.
Omgivningarna runt Coleman River är huvudsakligen savann. Trakten runt Coleman River är nära nog obefolkad, med mindre än två invånare per kvadratkilometer. Savannklimat råder i trakten. Genomsnittlig årsnederbörd är 1 552 millimeter. Den regnigaste månaden är mars, med i genomsnitt 507 mm nederbörd, och den torraste är augusti, med 1 mm nederbörd.